# 구마가이 나오자네

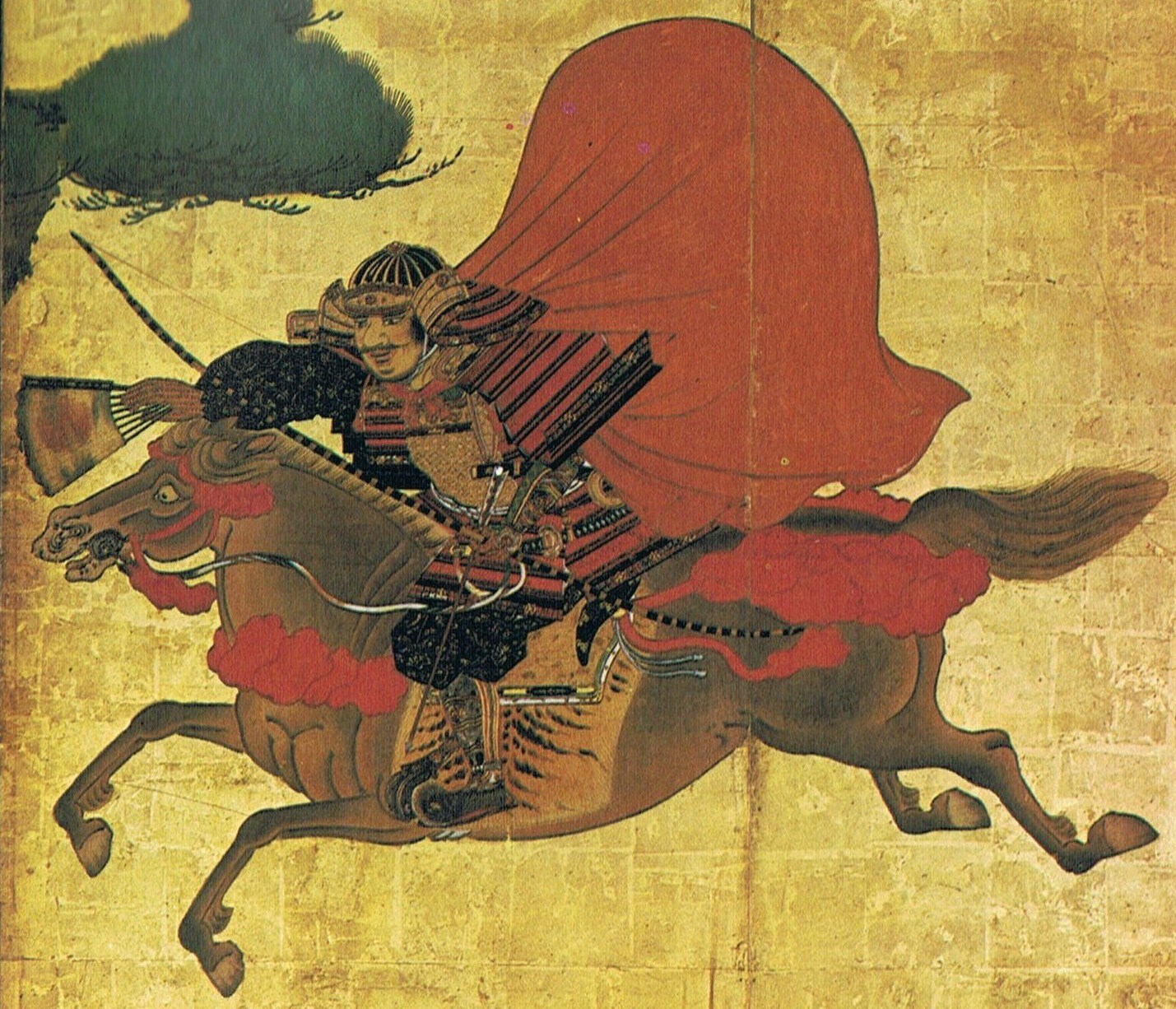

구마가이 나오자네(熊谷直実)는 헤이안 시대 말기부터 가마쿠라 시대 초기까지의 무장이다. 무사시국 구마가이향(지금의 사이타마현 구마가야시) 출신으로 구마가이 나오사다의 차남이다. 통칭은 지로(次郎).